# Modaliteit (taalkunde)
Met modaliteit wordt in de taalkunde de verhouding tussen de werkelijkheid en de beschrijving van de werkelijkheid bedoeld. Taalelementen die vooral worden gebruikt om deze verhouding uit te drukken zijn bijwoorden (zoals modale partikels), modale werkwoorden en bepaalde tempora (met name de verleden tijd).
Op het gebied van modaliteit is veel onderzoek verricht door John Lyons en Émile Benveniste.

## Soorten / indeling
De volgende hoofdsoorten modaliteit worden onderscheiden:
- vermoeden: Ik denk dat ze er is / Ze zou er nou toch moeten zijn!
- bevel/ (dringend) verzoek: Kom nou toch eens/ Kom alsjeblieft!
- niet-werkelijkheid (zie ook irrealis): Dit zou al lang gebeurd zijn, als niet...
- mogelijkheid: Ik kan/ Ik zou dit (eventueel) kunnen doen.
- citaat (zie ook indirecte rede): Hij zei dat hij klaar was.

Modaliteit is in 2001 door Frank R. Palmer opnieuw zo ingedeeld:
- Propositionele modaliteit
  - Epistemische modaliteit
  - Evidentialiteit
- Gebeurtenismodaliteit
  - Deontische modaliteit
  - Dynamische modaliteit

## Modaliteit in het Nederlands[1]

### Inleiding
Modaliteit slaat in de taalkunde op ‘de subjectieve houding of beoordeling van de taalgebruiker ten opzichte van de inhoud van een (deel van een) zin’. Het is een complex begrip dat kan omschreven worden als de houding van de spreker ten opzichte van het gebeuren. Modaliteit kan worden uitgelegd door het onderscheid te maken tussen de inhoud van wat de spreker zegt, die voorgesteld wordt als een pure representatie of stand van zaken enerzijds, en de houding van de spreker ten opzichte van de inhoud anderzijds.
Modaliteit kan omschreven worden als de houding van de spreker ten opzichte van wat hij zegt, namelijk zijn oordeel, en hoe dat in relatie staat tot de werkelijkheid. Er wordt een onderscheid gemaakt tussen enerzijds de inhoud van de taalhandeling die niets meer is dan een stand van zaken en anderzijds de houding van de spreker ten opzichte van die inhoud. De spreker kan zijn houding ten opzichte van die inhoud uitdrukken aan de hand van twee soorten modaliteiten: de gevoels- en werkelijkheidsmodaliteit. De gevoelsmodaliteit kan niet worden uitgedrukt door modale hulpwerkwoorden, maar wel door bijvoorbeeld modale bijwoorden, modale partikels of modale uitdrukkingen. De werkelijkheidsmodaliteit drukt (on)zekerheid uit en geeft weer of de spreker de inhoud (on)mogelijk of (on)waarschijnlijk acht. Deze modaliteit kan wel door modale hulpwerkwoorden worden uitgedrukt, die dan uitdrukken of het om epistemische, deontische of dynamische modaliteit gaat. Werkelijkheidsmodaliteit kan ook worden uitgedrukt door modale bijwoorden, modale partikels, de werkwoordstijden of in mindere mate door de conjunctief of door de imperatief.
Modaliteit en de uitdrukking ervan kan niet streng worden afgebakend. Zo kan een spreker in één taalhandeling twee soorten modaliteit uitdrukken met één modaal element. In veel gevallen zeggen de modale elementen namelijk niet alleen iets over de houding van de spreker ten opzichte van de inhoud van de zin, maar ook iets over de wijze waarop deze inhoud gepresenteerd wordt ten opzichte van de werkelijkheid. Dat geldt ook voor de manier waarop modaliteit wordt uitgedrukt. Zo is het niet alleen mogelijk om met meerdere modale elementen één soort modaliteit uit te drukken, maar is het ook mogelijk om met meerdere modale elementen een combinatie van verschillende modaliteiten uit te drukken.

#### Modaliteit: betekenis
Modaliteit kan in twee delen worden gesplitst, omdat modaliteit zowel betrekking kan hebben op de verhouding tussen de houding van (onder meer) de spreker en de werkelijkheid (gevoelsmodaliteit) als op de verhouding tussen de beschrijving (door de spreker) en de werkelijkheid beschreven in zijn taaluiting (werkelijkheidsmodaliteit). Een spreker kan dus enerzijds door middel van subjectieve commentaar duidelijk maken wat hij van en hoe hij over een situatie denkt, maar ook hoe hij de verhouding tussen de beschrijving en de werkelijkheid ervaart.
Een taal drukt twee soorten situaties uitdrukt, namelijk de ongemarkeerde en de gemarkeerde situatie. De zin Thomas gaat weg is ongemarkeerd, omdat de situatie als vanzelfsprekend en werkelijk wordt beschouwd.
Daarom kan de indicatief als de uitdrukking van de basismodaliteit worden beschouwd. Iedere zin bevat dus een aanduiding van modaliteit, ook al bevat de zin geen expliciet modaal element. Modaliteit is eigen aan taalgebruik en dat is niet verwonderlijk, aangezien de verhouding tussen de taalhandeling en de werkelijkheid op de een of andere manier moet worden uitgedrukt.
Het gaat bij modaliteit niet om de vaststelling van algemeen geldige wetmatigheden, maar om de manier waarop de taalgebruiker de relatie tussen de situatie en de beschrijving ziet en weergeeft. Modaliteit berust dus op een persoonlijke, subjectieve uitspraak waardoor de ‘waarheid’ geen rol speelt. Die ‘waarheid’ wordt niet gecontroleerd of getoetst aan wat algemeen als geldig wordt beschouwd. Een zin als Thomas kan weggaan betekent in de natuurlijke taal dus niet per se dat Thomas effectief ooit zal weggaan. De situatie wordt geïnterpreteerd, maar die interpretatie is daarom nog niet gelijk aan de waarheid.

Modaliteit geeft geen directe informatie over wat er precies in de werkelijkheid gebeurt. De modaliteit geeft enkel informatie over de vraag of en in welke mate de beschrijving door de spreker overeenstemt met de werkelijkheid.
Modaliteit kan een taalhandeling  beschrijven als onzeker, mogelijk of irreëel. De ‘realiteitswaarde’ van de taalhandeling wordt ontkend, ter discussie gesteld of bevestigd. Modaliteit is dus niet-feitelijk, want de beoordeling door de spreker zelf zorgt ervoor dat de beschreven situatie niet als een feit kan worden voorgesteld. De spreker beoordeelt en interpreteert de beschreven situatie, maar stelt die dus niet voor als een feit. Modaliteit drukt in het Nederlands de gemarkeerde potentiële situatie uit en is maar een van de twee mogelijke houdingen van een spreker ten opzichte van een gebeuren. De andere houding is de ongemarkeerde situatie waarin de situatie wordt beschouwd als vanzelfsprekend en werkelijk. Modaliteit drukt een potentieel en dus geen werkelijk gebeuren uit. De spreker levert steeds een persoonlijke commentaar op de noodzakelijkheid of de mogelijkheid van de waarheid of de werkelijkheid van een situatie.
Modaliteit is een manier om de toon van een boodschap te veranderen door te nuanceren of te versterken. Modaliteit expliciteert een ‘verzoek, of een bevel, een wens, suggestie, beschuldiging, veroordeling enz.’.
Modaliteit kan dus duidelijk in twee delen worden verdeeld: de modaliteit in strikte zin en de modaliteit in persoonlijke commentaar. In strikte zin is de modaliteit een uitspraak over de verhouding tussen de beschrijving (door de spreker) en de werkelijkheid. De persoonlijke commentaar is de verhouding tussen de houding van (onder meer) de spreker ten opzichte van de mededeling. De commentaar zegt niets over de verhouding tussen de werkelijkheid en de mededeling en bevestigt hooguit de realiteitswaarde. 

Tabel 1: tweedeling van modaliteit
| Modaliteit in strikte zin: Uitspraak over de verhouding tussen de beschrijving van de situatie enerzijds en de werkelijkheid anderzijds. | Modaliteit in persoonlijke commentaar: Houding van (onder meer) de spreker enerzijds ten opzichte van de mededeling anderzijds. |

#### Modaliteit: vorm
De spreker kan zijn houding tegenover datgene wat hij zegt uitdrukken met behulp van verschillende taalelementen, zoals modale hulpwerkwoorden, modale bijwoorden, bijwoordelijke bepalingen van modaliteit, modale partikels en de wijzen of modi van het werkwoord. Naast de wijs kan ook de werkwoordstijd een modale betekenis uitdrukken in het Nederlands. In het Nederlands kunnen zowel de verleden als de toekomende tijd modaliteit uitdrukken. Net zoals in het Engels wordt de conjunctief in het hedendaags Nederlands niet of nauwelijks nog gebruikt. De aanvoegende wijs komt enkel terug in versteende formele uitdrukkingen en in archaïsch taalgebruik.

### Categorieën van modaliteit
Er zijn twee soorten modaliteit die een modale zin kan uitdrukken: gevoelsmodaliteit en werkelijkheidsmodaliteit.

#### Gevoelsmodaliteit
Met gevoelsmodaliteit drukt de spreker een zeker gevoel uit over de inhoud van de zin. Deze modaliteit wordt nooit door hulpwerkwoorden uitgedrukt. Het is een subjectieve of psychologische modaliteit die de relatie weergeeft tussen de houding van de spreker en de inhoud van (een gedeelte van) de zin. Met deze subjectieve modaliteit kan de spreker een groot aantal verschillende gevoelens uitdrukken ten opzichte van wat beweerd wordt in de zin. Wat in de zin gezegd wordt, wordt voor waar aangenomen. Gevoelsmodaliteit drukt onder meer de zes basisemoties uit: afkeer, angst, blijheid, boosheid, verbazing en verdriet. Deze eerste soort modaliteit kan als een subjectieve modaliteit gezien worden, omdat een ‘nadrukkelijke overtuiging, verbazing, verwondering, schrik subjectief zouden zijn’. De spreker levert ‘commentaar’ die gebaseerd kan zijn op een verstandelijke overweging, op een onberedeneerd idee of op een gevoel.

Binnen de gevoelsmodaliteiten kunnen de zogenaamde voorzichtigheidsmodaliteiten worden onderscheiden.
Gevoelsmodaliteit kan worden gezien als een soort modaal bijwoord dat weglaatbaar is. De gevoelsmodaliteit kan een (uitbreidende) commentaar-bepaling worden genoemd: ‘Dit persoonlijke commentaar is aan de totale hoofdmededeling ondergeschikt. De commentaar-bepaling is wel in de uitspraak toegepast, maar staat toch los van de beschrijving en zegt ook niets over de realiteitswaarde van de werking’.
Uit de persoonlijke commentaar van de spreker kan worden afgeleid dat de spreker overtuigd is van wat in de beschrijving wordt gezegd. Gevoelsmodaliteit en de commentaar-bepaling worden echter niet door iedereen als onderdeel van modaliteit beschouwd.

#### Werkelijkheidsmodaliteit

##### Globale indeling
Werkelijkheidsmodaliteit wordt door de spreker gebruikt om een oordeel over de zin te vellen. Werkelijkheidsmodaliteit kan ook een verhouding betreffen van de spreker tot de werkelijkheid beschreven in zijn taaluiting. Werkelijkheidsmodaliteit kan wel door hulpwerkwoorden worden uitgedrukt. Werkelijkheidsmodaliteit geeft weer hoe de inhoud van (een gedeelte van) de zin ten opzichte van de werkelijkheid gepresenteerd wordt en wordt daarom als een objectieve of logische modaliteit omschreven. De inhoud van (een gedeelte van) de zin wordt hier niet zomaar voor waar aangenomen. ‘De objectieve modaliteiten brengen een mogelijkheid of waarschijnlijkheid, een wens, twijfel, veronderstelling, voorwaarde, toegeving of bevel tot uitdrukking’.
Binnen de werkelijkheidsmodaliteiten kan een onderscheid worden gemaakt tussen de (on)zekerheidsmodaliteiten en de niet-werkelijkheidsmodaliteiten. 
Werkelijkheidsmodaliteit wordt verder onderverdeeld in epistemische, deontische en dynamische modaliteit. Binnen deze drie types werkelijkheidsmodaliteit kan een onderscheid gemaakt worden tussen de mogelijkheid en de noodzakelijkheid van wat in de zin wordt vermeld:

Tabel 2: Werkelijkheidsmodaliteit in het Nederlands
|                  | Epistemische       | Deontische   | Dynamische       |
| Mogelijkheid     | Mogelijkheid       | Toestemming  | Vermogen         |
| Noodzakelijkheid | Waarschijnlijkheid | Verplichting | Innerlijke drang |

De taalkundigen van der Auwera en Plungian stelden dat de tweedeling mogelijkheid-noodzakelijkheid in modaliteit niet in zes, maar in acht semantische categorieën kan worden onderverdeeld, omdat er volgens hen iets moet zijn dat participant-extern, maar daarom niet meteen deontisch is: 
1. M’n auto wil niet starten.
2. Het wil maar niet regenen.

Dergelijk gebruik van het hulpwerkwoord willen wordt door sommige taalkundigen zoals von Fintel onder dynamische en dus participant-interne modaliteit geplaatst. Toch is het voor de meeste taalkundigen niet duidelijk dat een levenloos voorwerp een wil heeft. Daarom besluiten van der Auwera en Plungian dat er wel degelijk iets als ‘situationele modaliteit’ moet bestaan. Ze plaatsen dergelijke modaliteit onder participant-externe modaliteit als niet-deontische mogelijkheid of noodzakelijkheid. In M’n auto wil niet starten ontbreekt het de auto niet zozeer aan de wil (i.e. dynamische noodzaak) om te starten, maar aan de omstandigheden (i.e. niet-deontische mogelijkheid): het ontbreekt de auto aan de technische mogelijkheid om te starten door bijvoorbeeld een verstopte leiding. In Het wil maar niet regenen is er ook geen sprake van een dynamische wil of noodzaak, de situatie laat het gewoon niet toe om te regenen.
Die ‘situationele modaliteit’ zijn ‘onpersoonlijke constructies’ waarin de participant de eigenschappen niet verwerft (i.e. participant-intern), maar ze ondergaat of krijgt toegekend (i.e. participant-extern). Bij dergelijke ‘onpersoonlijke constructies’ zijn er twee categorieën externe factoren: levenloze omstandigheden die voor- of nadelig kunnen zijn voor de toekenning van de eigenschappen aan de participant, maar ook mensen die al dan niet een behoefte, mogelijkheid of noodzaak kunnen toekennen.

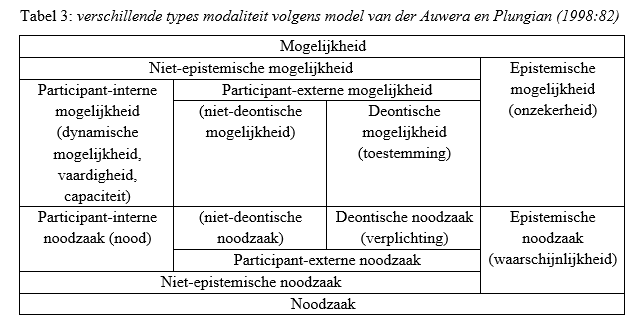
Verschillende types modaliteit volgens model van der Auwera en Plungian

In de nevenstaande tabel wordt verticaal het onderscheid mogelijkheid-noodzaak gemaakt, en horizontaal de andere driedeling (epistemisch, participant-extern en participant-intern). Binnen participant-externe mogelijkheid maken van der Auwera en Plungian een onderscheid tussen deontische en niet-deontische mogelijkheid en noodzaak. Dat onderscheid is nodig om onpersoonlijke constructies te kunnen verklaren (zie afbeelding).

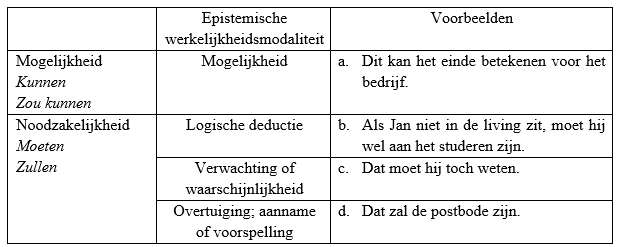
Epistemische modaliteit met voorbeelden

##### Epistemische modaliteit
Epistemische modaliteit is een een-op-eenrelatie tussen de spreker en zijn gedachten; de relatie is en blijft “binnen” de spreker zelf. De spreker trekt een conclusie door zijn eigen gedachten te ordenen en linken te leggen. De relatie is en blijft binnen de spreker zelf omdat het oordeel van de spreker het gevolg is van een mentaal proces van gevolgtrekking. Bij epistemische modaliteit gaat het over de mate van zekerheid van de spreker zelf over het feit of de werking of toestand al dan niet kan worden gerealiseerd. Deze modaliteit drukt uit ‘wat men denkt, gelooft of weet’. Behoefte, dwang en mogelijkheid bestaan alleen maar in de geest en steunen dus op redenering, als ze niet langer via een persoon of zaak met de werkelijkheid zijn verbonden. Epistemische modaliteit ‘heeft betrekking op de graad van zekerheid van de spreker over zijn kennis, in het bijzonder hoe (on)zeker de spreker is van een stand van zaken’.
Epistemische werkelijkheidsmodaliteit kan dus worden ingedeeld volgens de tweedeling mogelijkheid-noodzaak. Binnen de noodzaak kunnen drie soorten epistemische modaliteit worden onderscheiden: de logische deductie, de verwachting of waarschijnlijkheid en de overtuiging (zie afbeelding).

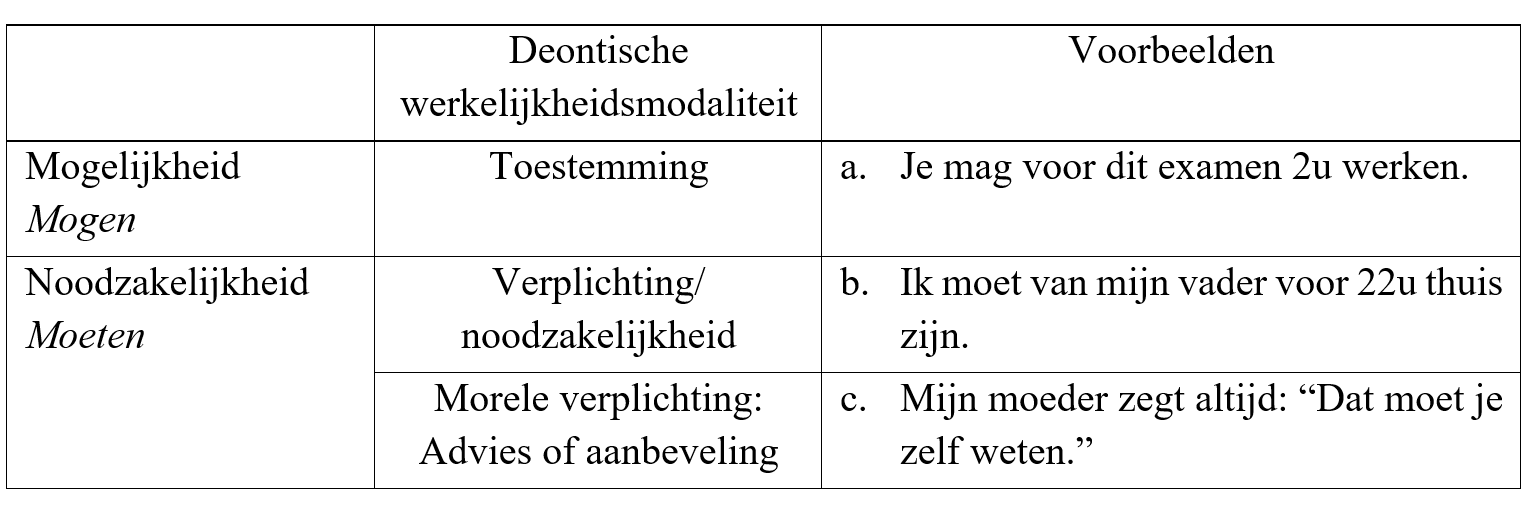
Deontische modaliteit met voorbeelden

##### Deontische modaliteit
Tegenover epistemische modaliteit staat de niet-epistemische modaliteit waartoe de participant-interne en participant-externe modaliteit behoren. Binnen de participant-externe modaliteit zit de niet-deontische en de deontische modaliteit. Bij deontische modaliteit is er geen een-op-eenrelatie tussen de spreker en zijn gedachten. Bij deontische modaliteit is er een relatie tussen de spreker en de rest van de wereld. ‘De rest van de wereld’ is dan een participant-externe gezagsautoriteit die de spreker verplicht, toelaat of verbiedt om iets te doen. Deze participant-externe gezagsautoriteit kan niet alleen een persoon zijn (onder wie de spreker zelf), maar ook een institutie, principe of regel. De niet-deontische modaliteit is situationeel en levenloos. De basis voor de veronderstelling bij niet-deontische participant-externe modaliteit is niet ‘alles wat we weten’, maar ‘omstandigheden’ die bepalen of iets mogelijk of noodzakelijk is.
De spreker wordt bij deontische modaliteit gestuurd en geleid in zijn oordeel door allerhande conventies, regels, afspraken en waarden en normen. Een uitspraak is deontisch als die een ‘element of will’ bevat.
Deontische modaliteit kan dus onderverdeeld worden aan de hand van de tweedeling mogelijkheid-noodzaak, met twee onderverdelingen binnen de noodzaak: de ‘pure’ verplichting en de morele verplichting (zie afbeelding).

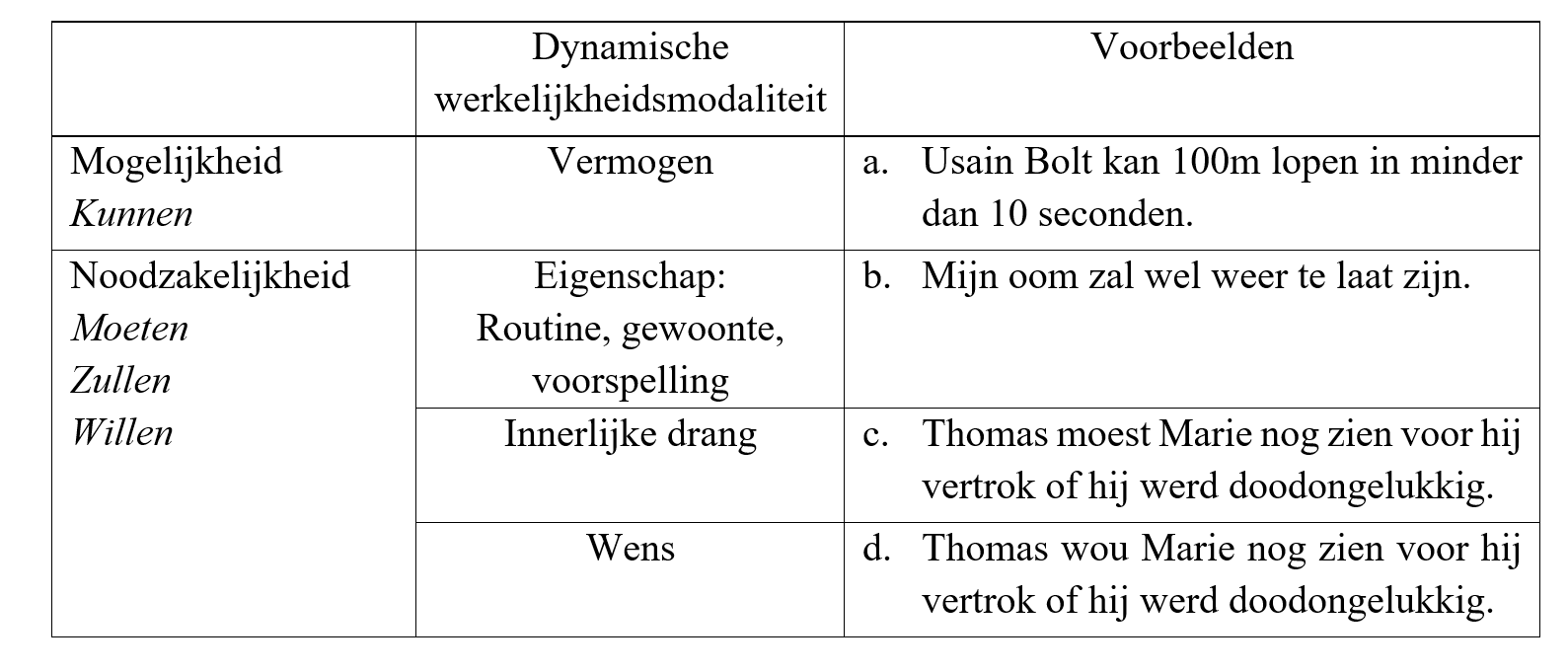
Dynamische modaliteit met voorbeelden

##### Dynamische modaliteit
Dynamische modaliteit is niet participant-extern subjectief, maar participant-intern objectief. Met de oppositie subjectief-objectief wordt hier de rol van de participant bedoeld: bij participant-interne objectieve modaliteit wordt de taalhandeling afhankelijk gesteld van de vermogens van de participant. Daarentegen wordt bij participant-externe subjectieve modaliteit de realisering van een werking of toestand afhankelijk gesteld van externe factoren (mogelijk de spreker zelf) die de gebeurtenis of toestand bewerken of toelaten. Het valt samen met participant-externe modaliteit onder de niet-epistemische modaliteit. Net zoals bij epistemische modaliteit is er ook hier een een-op-eenrelatie: bij dynamische modaliteit is er een een-op-eenrelatie tussen de spreker en zijn (karakter)eigenschappen of vermogens. Ook hier is de spreker niet afhankelijk van een andere entiteit. Het verschil tussen epistemische en dynamische modaliteit ligt in de interne verplichting of wil die de spreker kan voelen, of een (on)vermogen tot een bepaald handelen.
Dynamische modaliteit kan dus onderverdeeld worden aan de hand van de tweedeling mogelijkheid-noodzaak, met drie onderverdelingen binnen de noodzaak: de eigenschap, de innerlijke drang en de wens (zie afbeelding).

##### Negatie in semantische categorieën van modaliteit
Naast de epistemische, deontische en dynamische mogelijkheid en noodzakelijkheid voegt de negatie ook nog de epistemische onmogelijkheid en afwezigheid van noodzaak, het deontische verbod en de afwezigheid van verplichting en het dynamische onvermogen en de afwezigheid van een innerlijke drang toe. Modaliteit heeft zinsbereik. Negatie behoort tot de beschrijving van een stand van zaken in de werkelijkheid, maar modaliteit dus niet (Zie afbeelding).

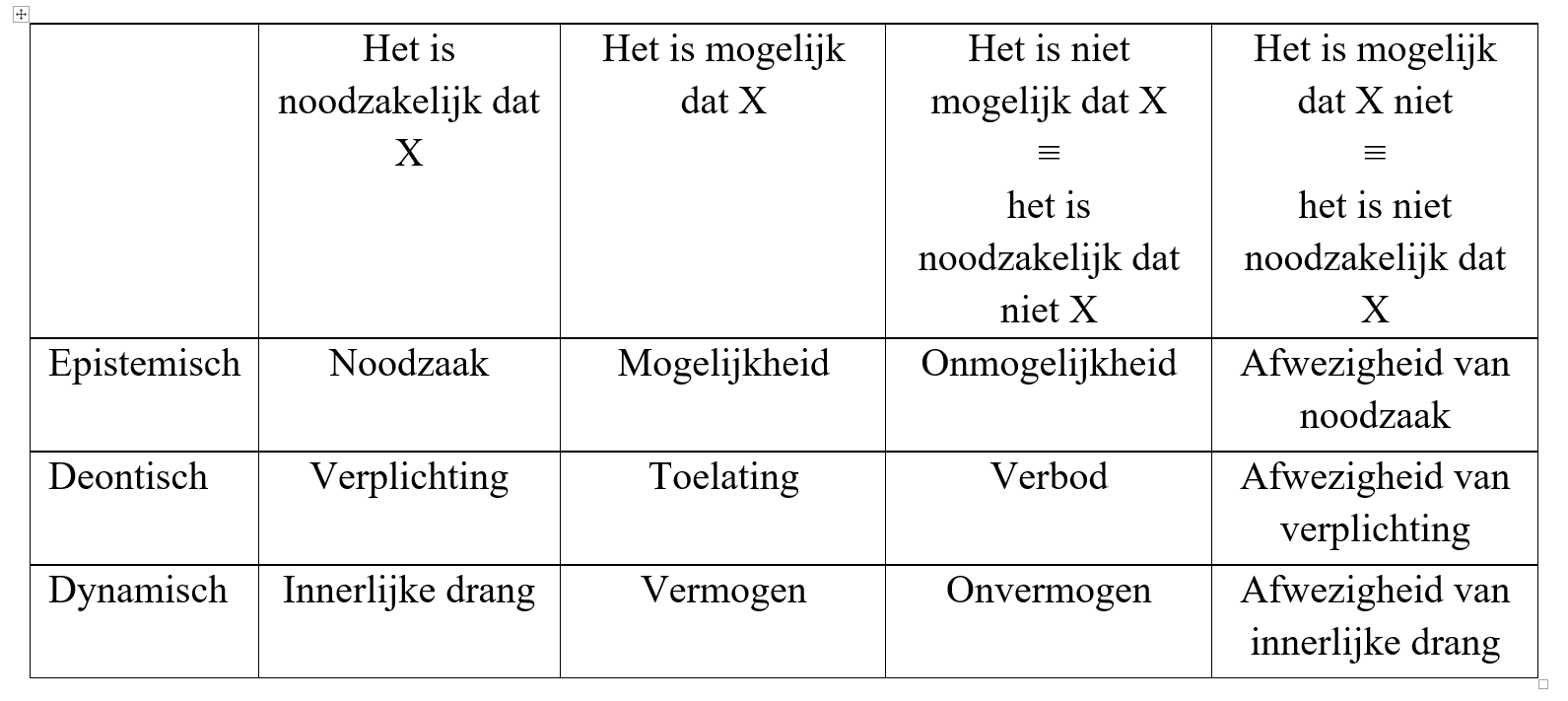
12 semantische categorieën op basis van Smessaert et al

Modaliteit gaat dus niet over een categorie van het werkwoord, maar heeft zinsbereik. In de derde en vierde kolom verschijnt het teken ‘≡’, dat staat voor een ‘logische equivalentierelatie’ die in natuurlijke taal opduikt. Het opduiken van deze logische equivalentie kan geïllustreerd worden door het feit dat soms modale hulpwerkwoorden van noodzakelijkheid (moeten en zullen) en soms modale hulpwerkwoorden van mogelijkheid (kunnen en mogen) worden gebruikt. Er geldt zowel een equivalentie tussen het is niet mogelijk dat x en het is noodzakelijk dat niet x als tussen het is mogelijk dat x niet en het is niet noodzakelijk dat x. 

Met epistemische modaliteit kan een noodzaak, mogelijkheid, onmogelijkheid en afwezigheid van noodzaak worden uitgedrukt. Met deontische modaliteit kan een verplichting, toelating, verbod en de afwezigheid van een verplichting worden uitgedrukt. Met dynamische modaliteit kan een innerlijke drang, vermogen, onvermogen en afwezigheid van innerlijke drang worden uitgedrukt.
De categorieën van gevoelsmodaliteiten en de werkelijkheidsmodaliteiten zijn niet altijd duidelijk van elkaar af te grenzen. In veel gevallen zeggen de modale elementen namelijk niet alleen iets over de houding van de spreker ten opzichte van de inhoud van de zin, maar ook iets over de wijze waarop deze inhoud wordt gepresenteerd ten opzichte van de werkelijkheid:
1. Scheen de zon maar!
2. Thomas vertrekt naar ik hoop.

Met de manier waarop de mededeling in (1) gepresenteerd wordt (de imperfectumvorm in een uitroepende zin), maakt de spreker duidelijk dat de zon op het spreekmoment niet schijnt. Tegelijk drukt hij een bepaald gevoel (bijvoorbeeld teleurstelling of verlangen) uit zodat er in (1) ook sprake is van gevoelsmodaliteit.
In (2) wordt met het modale element naar ik hoop het gevoel weergegeven dat de spreker ten aanzien van de situatie heeft. Hij hoopt dat Thomas vertrekt en acht zijn vertrek dus wenselijk. Naar ik hoop geeft tegelijkertijd ook informatie over de wijze waarop de beschrijving zich tot de realiteit verhoudt. De spreker geeft er immers mee aan dat Thomas’ vertrek onzeker is.

### Vorm
Er is geen rechtstreekse relatie tussen de werkelijkheid en de uitdrukking van modaliteit, maar een relatie tussen hoe de spreker de werkelijkheid ziet en hoe hij zijn oordeel uitdrukt. De modaliteit kan in het Nederlands worden uitgedrukt door onder meer modale hulpwerkwoorden, modale bijwoorden, modale partikels, modi, werkwoordstijden en contextuele gegevens zoals intonatie. 

#### Modale hulpwerkwoorden
Modale hulpwerkwoorden kunnen gebruikt worden om werkelijkheidsmodaliteiten uit te drukken, maar niet voor gevoelsmodaliteit. 
De pure epistemische werkelijkheidsmodaliteit kan worden uitgedrukt door de modale hulpwerkwoorden schijnen, lijken, heten, dunken, voorkomen en blijken. De puur epistemische modale hulpwerkwoorden kunnen dus twee betekenissen uitdrukken: de verhouding van de inhoud van (een gedeelte van) de zin ten opzichte van de werkelijkheid kan door de spreker als zeker of als onzeker worden beoordeeld (Zie afbeelding). 

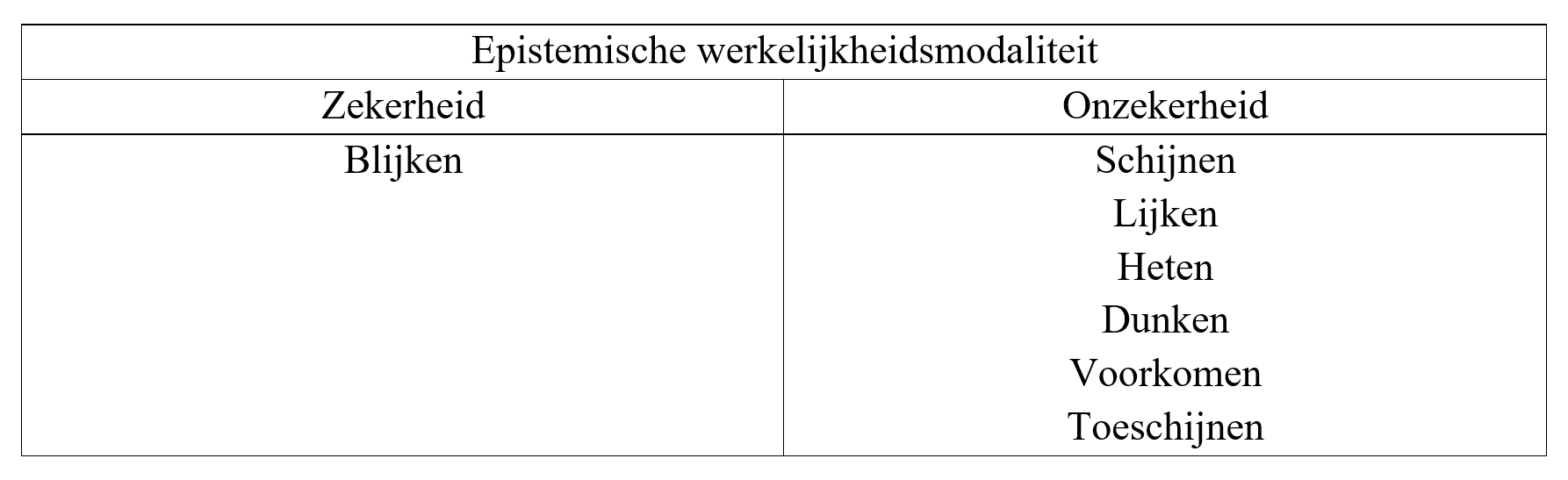
Epistemische modale hulpwerkwoorden

Epistemische, deontische en dynamische werkelijkheidsmodaliteiten kunnen enkel worden uitgedrukt door modale hulpwerkwoorden van de tweede categorie omdat zulke modaliteiten (on)mogelijkheden en (on)waarschijnlijkheden uitdrukken.
De tabel aan de rechterkant stelt voor hoe die modale hulpwerkwoorden van het Nederlands kunnen onderverdeeld worden volgens de soorten modaliteit die ze elk kunnen uitdrukken en wat ze dan betekenen in een affirmatieve zin.

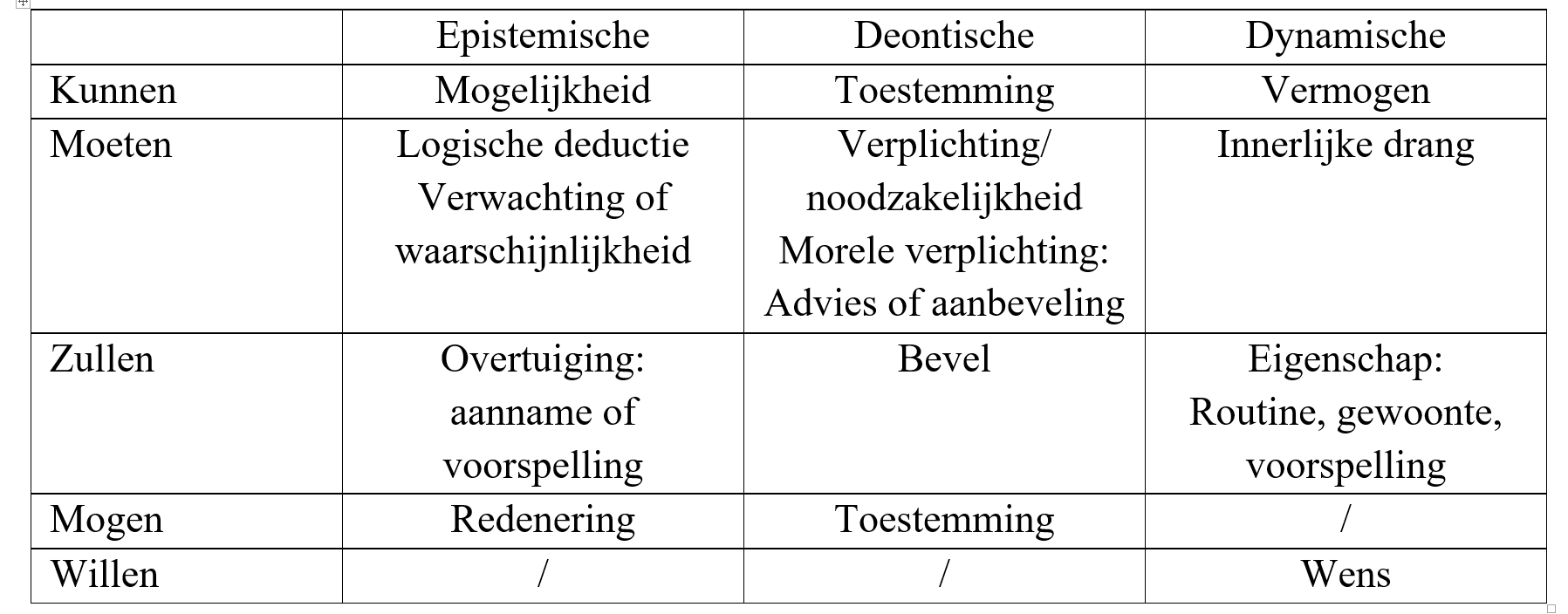
Betekenis modale hulpwerkwoorden

Hoewel het modale hulpwerkwoord hoeven tot de tweede categorie behoort, staat het niet in bovenstaande tabel. Dat komt omdat hoeven uitsluitend in negatief geladen contexten kan voorkomen en in de bovenstaande tabel enkel de affirmatieve contexten worden besproken, die dus mogelijkheden en/of waarschijnlijkheden uitdrukken. Het gebruik van hoeven buiten negatieve contexten is ongrammaticaal of archaïsch. Hoeven komt dus eigenlijk uitsluitend in het bereik van negatie voor. Hoeven is voor de meeste sprekers onacceptabel in vragen, voorwaardelijke bijzinnen en affirmatieve uitdrukkingen.
Kunnen, moeten en zullen kunnen voor elke soort werkelijkheidsmodaliteit worden gebruikt. Opvallend, zullen kan geparafraseerd worden tot verplicht zijn en drukt zo een deontisch bevel uit. Dergelijk gebruik is enkel mogelijk in uitroepende zinnen, terwijl het epistemische en dynamische zullen zowel in gewone als in uitroepende zinnen kan worden gebruikt. Met mogen kan dan weer een deontische toestemming verleend worden, terwijl met moeten een verplichting of noodzaak wordt uitgedrukt. Ten slotte kan willen ook wensen betekenen en kan niet hoeven worden begrepen als niet moeten. Bij de werkwoorden moeten en mogen kan er een van-constructie staan waarmee de bron van de verplichting of toestemming wordt uitgedrukt.
Naast moeten drukken ook dienen, horen en behoren noodzaak en verplichting uit.
Modale hulpwerkwoorden zoals moeten, mogen en hoeven dienen om deontische modaliteit uit te drukken wanneer het om een noodzaak of toestemming gaat en drukken epistemische modaliteit uit als het om een redenering gaat.
Het modale hulpwerkwoord mogen zou oorspronkelijk een secundaire deontische betekenis hebben gehad. Het zou oorspronkelijk een niet-deontisch modaal hulpwerkwoord zijn geweest om een lichamelijk en geestelijk vermogen aan te duiden. In het hedendaags Nederlands wordt het bijna uitsluitend in deontisch modale zinnen gebruikt.
Het is mede door die evolutie dat het niet-deontische kunnen een toestemming kan inhouden, zonder epistemische modaliteit uit te drukken. De niet-deontische toestemming verschilt van de deontische toestemming in de zin dat de toestemming niet door een bepaalde entiteit wordt gegeven, maar onder invloed van bepaalde omstandigheden is ontstaan.  

#### Modale bijwoorden
In het Nederlands kunnen modale bijwoorden van de werkelijkheidsmodaliteit in een vraag voorkomen, terwijl modale bijwoorden van de gevoelsmodaliteit niet in vragen kunnen worden gebruikt. Onder modale bijwoorden van gevoelsmodaliteit vallen enkel die modale bijwoorden die gevoelens kunnen uitdrukken, maar niets zeggen over het oordeel van de spreker over het werkelijkheidsgehalte van wat wordt gezegd. Modale bijwoorden die werkelijkheidsmodaliteit uitdrukken kunnen in een vragende zin voorkomen, modale bijwoorden die gevoelsmodaliteit uitdrukken niet.
De bijwoorden van de werkelijkheidsmodaliteit lijken vooral enkel de epistemische werkelijkheidsmodaliteit uit te drukken. De modale bijwoorden drukken een oordeel van de spreker uit over de zekerheid over de verhouding tussen de inhoud van de zin en de werkelijkheid (Zie afbeelding). 

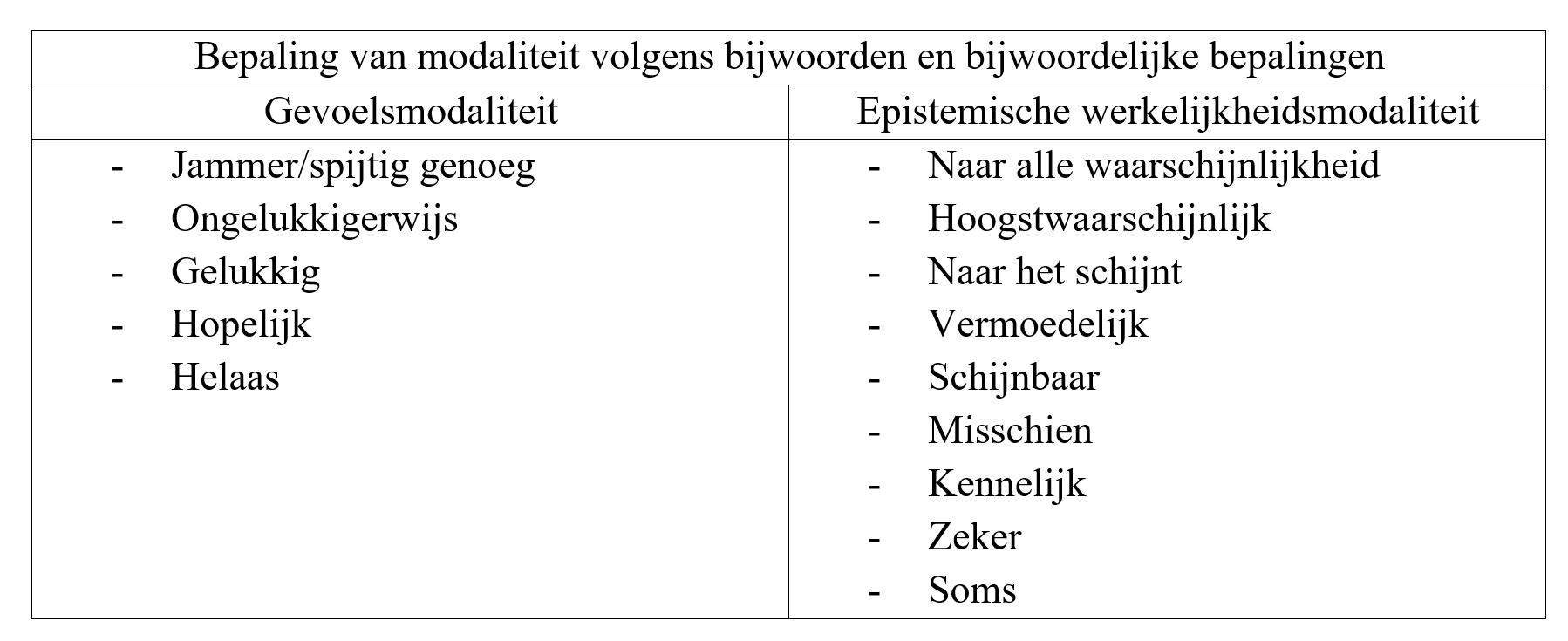
Modale bijwoorden in het Nederlands

Met modale bijwoorden kan de spreker geen toestemming of verplichting (deontische werkelijkheidsmodaliteit) of vermogen of innerlijke drang (dynamische werkelijkheidsmodaliteit) uitdrukken.
Het bijwoord van negatie niet kan soms een bijwoord van modaliteit zijn en heeft dan een epistemisch modale functie: het drukt de onzekerheid over de beschrijving uit, zonder de beschrijving te ontkennen. Dergelijk gebruik van het bijwoord niet houdt in dat het een niet-weglaatbaar bijwoord is en dus alleen bij werkelijkheidsmodaliteiten wordt gebruikt.

#### Werkwoordstijden
Het  imperfectum heeft de functie van de aanvoegende wijs overgenomen, omdat er in het Nederlands nauwelijks nog modi actief worden gebruikt. De spreker drukt met het imperfectum uit dat de werking in het verleden voor hem niet-werkelijk is in het heden. Met een verleden tijd kan dus werkelijkheidsmodaliteit uitgedrukt worden. ‘Bij de verleden tijden kan de temporele functie op de achtergrond raken ten voordele van de modale functie – het uitdrukken van de niet-werkelijkheid – in wenszinnen of conditionele zinnen. Dat gebeurt vooral bij de verleden toekomende tijden’.
Om een irrealis of niet-werkelijkheid uit te drukken, wordt in het Nederlands de onvoltooid verleden tijd of de voltooid verleden tijd met een modale functie gebruikt. Met een modaal gebruikte voltooid verleden tijd kan ook een onvervulbare wens worden uitgedrukt. De onvoltooid verleden tijd kan ook gebruikt worden om een optatief uit te drukken en komt beperkt voor bij modale werkwoorden die een mogelijkheid of waarschijnlijkheid uitdrukken. Net zoals de onvoltooid verleden tijd kan ook de voltooid verleden tijd bij modale werkwoorden worden gebruikt en bij het niet-modale werkwoord denken om op een bescheiden manier een mening te delen of om iets te vragen.
Naast de verleden tijden kunnen ook de toekomstige tijden modaliteit uitdrukken. De status van werkelijkheid wordt in het algemeen toegekend aan een gebeuren dat in het heden of in het verleden ligt. Een toekomstig gebeuren krijgt daarentegen de status van potentialiteit, hoewel het correcter zou zijn om van een potentiële werkelijkheid te spreken, omdat het een werkelijkheid betreft die nog moet worden gerealiseerd. Toekomstige tijden kunnen dus werkelijkheidsmodaliteiten uitdrukken.
De toekomstige tijd en dus de potentiële werkelijkheid wordt uitgedrukt met een hulpwerkwoord: zullen. Zullen wordt dan met een modale betekenis in de onvoltooid tegenwoordig toekomende tijd (belofte), in de voltooid tegenwoordig toekomende tijd (veronderstelling), in de onvoltooid verleden toekomende tijd (onzekerheid of veronderstelling) of in de voltooid verleden toekomende tijd (irrealis) gebruikt. De irrealis die wordt uitgedrukt door de voltooid verleden toekomende tijd kan ook een onvervulde voorwaarde of zelfs een veronderstelling of onzekerheid uitdrukken. 

#### Modale partikels
Modale partikels zijn functiewoorden die geen feitelijke informatie toevoegen. Aangezien er aan modale partikels geen betekenis kan worden gehecht, kunnen modale partikels dus worden weggelaten zonder dat de betekenis van de zin verandert. Er bestaat voor modale partikels vaak een lexicaal equivalent (i.e. bijwoord) waarmee wel specifieke informatie aan de zin wordt toegevoegd. Aan dat equivalent kan wel een lexicografische definitie worden gegeven.
‘Partikels’, zoals al, ook, nou, maar, pas, soms, wel, zelfs, eens, toch etc., zijn onbetoonde functiewoorden met weinig lexicale inhoud. Partikels kunnen modaal zijn en hebben een verzwakte betekenis. Het verschil tussen bijwoorden en modale partikels ligt in de accentuering en de structuur: bijwoorden zijn deel van de beschrijving en hebben hun volle betekenis, terwijl modale partikels buiten de beschrijving liggen en betrekking hebben op de vraag of wat in de beschrijving staat al dan niet in de werkelijkheid is gebeurd. Zo is soms een bijwoord (af en toe) in (1) en een modaal partikel (is het misschien zo) in (2):
1. [Komt Thomas soms?]
2. [Komt Thomas] soms?

Deze modale betekenis heeft soms alleen in vragen, terwijl de betekenis uit (1) zowel in mededelende, vragende als uitroepende zinnen kan worden uitgedrukt.
Het modaal partikel kan de overkoepelende term voor de schakerings- en oordeelspartikels zijn.
Modale partikels zijn belangrijk om te nuanceren of te oordelen en kunnen gemakkelijk in elkaars buurt voorkomen. Doorgaans laten ze zich echter niet coördineren, omdat de meeste partikels maar op één plaats kunnen staan, in het middenstuk van een zin. Als er verschillende modale nuances in één zin expliciet moeten worden gemaakt, dan worden soms partikelclusters in het midden van de zin gevormd waarin de partikels een zo goed als vastliggende volgorde hebben. Een voorbeeld van zo’n vaste volgorde is wel eens. Deze cluster kan omgedraaid worden, maar dan betekent hij iets totaal anders. Eens wel zou dan het tegenovergestelde betekenen van eens niet en dus niet langer als modaal partikel in de zin optreden.
Opmerkelijk is dat het modale partikel wel niet optioneel, maar verplicht is bij het werkwoord zullen als dat zonder infinitiefconstructie wordt gebruikt. Wel is dan zowel verplicht in affirmatieve als in ontkennende zinnen.
Modale partikels zijn onmisbaar in het hedendaags Nederlands. Hoewel ze normaal optioneel zijn, is het toch onmogelijk om ze nooit te gebruiken in gesproken Nederlands.

#### Modi: indicatief, conjunctief en imperatief
De modi (ook wel wijzen genoemd) drukten ‘grammatische modaliteiten’ uit, doordat ze in het verleden met buiging werkelijkheidsmodaliteiten tot uiting brachten. In het moderne Nederlands worden nog drie modi gebruikt: de indicatief en imperatief actief en de conjunctief als een archaïsche of stilistische stijlfiguur.
De conjunctief komt in het hedendaags Nederlands bijna niet meer voor, tenzij in archaïsch taalgebruik en in vaste uitdrukkingen. Dat komt door het feit dat het moderne Nederlands nauwelijks nog wijzen actief gebruikt en liever gebruik maakt van een verleden toekomende tijd, modale hulpwerkwoorden of modale bijwoorden om een wens, aansporing, twijfel, onzekerheid of een onvervulbare wens uit te drukken.
Net zoals de categorieën zelf, is de manier waarop modaliteit uitgedrukt wordt niet duidelijk af te grenzen. Het is niet alleen mogelijk om met meerdere modale elementen één soort modaliteit uit te drukken, maar het is ook mogelijk om met meerdere modale elementen een combinatie van verschillende modaliteiten uit te drukken.

## Modaliteit in verschillende talen
In het Nederlands en andere (met name Indo-Europese) talen worden zeer veel modale werkwoorden als kunnen, mogen en willen gebruikt. Daarnaast kan een bepaalde wijs (bijvoorbeeld de aanvoegende) soms ook een modaliteit uitdrukken. De indicatief heeft van zichzelf een neutrale betekenis. Vele talen kennen daarnaast modale partikels. Belangrijker dan de wijs is echter hoe de werkwoordsvormen in zinsverband gebruikt worden. Ten slotte kunnen ook door middel van intonatie (bijvoorbeeld een hoge, lage, harde of zachte spreekstem) allerlei soorten modaliteit worden overgebracht.
Doordat een modaliteit vaak uiterst subtiel in een taaluiting verborgen zit, is ze moeilijk te vertalen. Computervertalingen geven dan ook de modaliteit in de brontaal doorgaans niet adequaat weer in de doeltaal.